# San Lorenzo (Ekwador)
San Lorenzo – miasto w północnym Ekwadorze, w prowincji Esmeraldas. Liczy 20 209 mieszkańców. Port nad Oceanem Spokojnym.